# Lijst van beelden in Waddinxveen
Dit is een (onvolledige) chronologische lijst van beelden in Waddinxveen. Onder een beeld wordt hier verstaan elk driedimensionaal kunstwerk in de openbare ruimte van de Nederlandse gemeente Waddinxveen, waarbij beeld wordt gebruikt als verzamelbegrip voor sculpturen, standbeelden, installaties, gedenktekens en overige beeldhouwwerken.
Voor een volledig overzicht van de beschikbare afbeeldingen zie: Beelden in Waddinxveen op Wikimedia Commons.

## Waddinxveen
| Geplaatst | Omschrijving                                             | Kunstenaar                       | Straat                                                        | Plaats      | Materiaal                                         | Afbeelding               |
| --------- | -------------------------------------------------------- | -------------------------------- | ------------------------------------------------------------- | ----------- | ------------------------------------------------- | ------------------------ |
| 1929      | Sint Jozef                                               | Steph Uiterwaal                  | Zuidkade 175 (Sint Victorkerk)                                | Waddinxveen |                                                   |                          |
| 1929      | Maria met kind                                           | Steph Uiterwaal                  | Zuidkade 175 (Sint Victorkerk)                                | Waddinxveen |                                                   |                          |
| 1947      | De poort der bevrijding (Oorlogsmonument)                | Hendrik Sutterland               | Stationsplein                                                 | Waddinxveen | kunstgraniet, metselbakstenen, straatstenen       |                          |
| 1961      | Gestileerde plant                                        | Har Sanders                      | Mauritslaan 55                                                | Waddinxveen | metaal                                            |                          |
| 1968      | Inspanning en ontspanning                                | Frans van der Burgt              | Jacob Catslaan 3 (school)                                     | Waddinxveen |                                                   |                          |
| 1968      | Monument Koningin Wilhelmina                             | Piet Killaars                    | Kon. Wilhelminaplein                                          | Waddinxveen | brons                                             |                          |
| 1970      | Muziekspelende kinderen                                  | Jos Pirkner                      | Peter Zuidlaan 2 (school)                                     | Waddinxveen | kunststof                                         |                          |
| 1970      | Liggende figuur                                          | Peter Tredgett                   | Waddepad (nabij Essengaarde)                                  | Waddinxveen | metaal                                            |                          |
| 1971      | Plastiek uit witte granito                               | Cor Dam                          | Winkelcentrum Groensvoorde                                    | Waddinxveen | granito                                           |                          |
| 1976      | Panda (beeld is verdwenen)                               | Ineke van Dijk                   | Kanaalweg 2-4 (school)                                        | Waddinxveen |                                                   |                          |
| 1979      | Omkijkende jonge vrouw                                   | Marcus Ravenswaaij               | Passage                                                       | Waddinxveen | brons                                             |                          |
| 1979      | Object van stalen blokken                                | Evert Strobos                    | Oude Dreef, schoolplein                                       | Waddinxveen | staal                                             |                          |
| 1984      | Wachtende reizigers (50 jaar spoorlijn Gouda-Alphen)     | W.G. van de Hulst jr.            | Stationsplein                                                 | Waddinxveen | brons                                             |                          |
| 1985      | Balspeler                                                | Jits Bakker                      | De Akker                                                      | Waddinxveen | brons                                             |                          |
| 1987      | Getordeerde torens                                       | Herman Makkink                   | Dreef                                                         | Waddinxveen | baksteen                                          |                          |
| 1987      | Negen zuilen                                             | Herman Makkink                   | Dreef                                                         | Waddinxveen | baksteen                                          |                          |
| 1987      | Kolommen                                                 | Tom Postma                       | van Mecklenburg Schwerinlaan                                  | Waddinxveen | natuursteen                                       |                          |
| 1991      | Vliegende vogels                                         | Ineke van Dijk                   | Prins Bernhardlaan 1-63                                       | Waddinxveen | brons                                             |                          |
| 1995      | De lasser                                                | Rob Cerneüs                      | Raadhuisplein / Zuidkade                                      | Waddinxveen | brons                                             |                          |
| 1996      | De Vergeten Plek                                         | Eline Ouwendijk                  | Mina Druckerhoeve achter De Morgenster                        | Waddinxveen | schepraderen van het gesloopte gemaal Bloemendaal |                          |
| 1996      | De morgenster                                            | Theo Vink                        | Sterrenlaan (in de Morgenster kerk)                           | Waddinxveen | keramiek en verf                                  |                          |
| 1997      | De vleugels uitgeslagen                                  | Ruurd Hallema                    | Raadhuisplein                                                 | Waddinxveen | brons                                             |                          |
| 2001      | Vogels boven de Gouwe (op meerpaal)                      | Maaike Hallema en Linda Dijkstra | Henegouwerweg                                                 | Waddinxveen | staal                                             |                          |
| 2005      | Monument Naamloos geboren kinderen                       | Ton van Duppen-Smits             | Zuidkade 176 (begraafplaats)                                  | Waddinxveen | brons                                             |                          |
| 2006      | Plaquette Waddinxveense oorlogsslachtoffers              | onbekend                         | Kerkweg-West (aula oude gemeentelijke begraafplaats)          | Waddinxveen | koper en messing                                  |                          |
| 2013      | Koninklijk sierhek om koningslinde, Willem-Alexanderboom | Margot Berkman                   | Oude Dreef                                                    | Waddinxveen | aluminium                                         |                          |
| 2014      | Social Sofa, mozaïekbank                                 |                                  | Gouweplein                                                    | Waddinxveen | beton / keramiek                                  |                          |
| 2015      | Rotonde-Eend                                             | Ab de Graaf                      | Beijerincklaan (N453) / Parklaan                              | Waddinxveen |                                                   |                          |
| 2016      | De Kroon                                                 | Dick Baggerman                   | Gouweplein                                                    | Waddinxveen | staal                                             |                          |
| 2019      | Beertje                                                  | Adri Blok                        | Voorplein schoolgebouw Groenoord aan de Willem de Zwijgerlaan | Waddinxveen | beton                                             | Beertje Waddinxveen 2019 |
| 2024      | De Rattenvanger                                          | Ineke van Dijk                   | Gebouw Wereldwijd, Mauritslaan 55                             | Waddinxveen | beton                                             |                          |
|           | Zittende eekhoorn                                        | Agnes Berck                      | Sperwerhoek 6 (school)                                        | Waddinxveen | granito                                           |                          |
|           | Speelplastiek                                            | Frans van der Veld               | Lindengaarde 17a (school)                                     | Waddinxveen | beton                                             |                          |
|           | 't Kaaswegertje                                          | Jos Pirkner                      | Peter Zuidlaan ?                                              | Waddinxveen |                                                   |                          |
|           | Klimmende jongen (beeld is verdwenen)                    | Jos Pirkner                      | Beukenhof (De Boemel)                                         | Waddinxveen |                                                   |                          |
|           | De herder                                                | Adriaan Bruggeman                | Raadhuisplein (in het Gemeentehuis)                           | Waddinxveen |                                                   |                          |
|           | De kus                                                   | Adriaan Bruggeman                | Raadhuisplein (in het Gemeentehuis)                           | Waddinxveen |                                                   |                          |
|           | Zittende vrouw                                           | Agnes Berck                      | Raadhuisplein (in het Gemeentehuis)                           | Waddinxveen |                                                   |                          |
|           | Liggende vrouw                                           | Agnes Berck                      | Raadhuisplein (in het Gemeentehuis)                           | Waddinxveen |                                                   |                          |
|           | Moeder en Kind                                           | Erna Postuma                     | Raadhuisplein (in het Gemeentehuis)                           | Waddinxveen |                                                   |                          |
|           | Ornamenten                                               | Sjaak van Rhijn                  | Raadhuisplein (in het Gemeentehuis)                           | Waddinxveen |                                                   |                          |